# 普奇卡約克山
9°04′06″S 76°53′06″W / 9.06833°S 76.88500°W
普奇卡約克山（Puchkayuq），是秘魯的山峰，位於該國中部瓦努科大區，由瓦凱班巴省的科查班巴區負責管轄，屬於安地斯山脈的一部分，海拔高度3,800米。